# Eleição municipal de Erechim em 2012
A eleição municipal em Erechim em 2012 decorreu em 7 de outubro para eleger um prefeito, um vice-prefeito e 17 vereadores, sem a possibilidade de um segundo turno. Os mandatos dos candidatos eleitos nesta eleição duraram ente 1º de janeiro de 2013 a 1º de janeiro de 2017. A propaganda eleitoral gratuita em Erechim foi exibida entre 21 de agosto e 4 de outubro.
O atual prefeito, Paulo Pólis, do Partido dos Trabalhadores, derrotou o candidato José Rodolfo Mantovani, do Partido Progressista e foi eleito prefeito.

### Resultado da Eleição[2]
| Candidatos a prefeito de Erechim | Candidatos a vice-prefeito | Número | Coligação                                                           | Votação | Percentual |
| -------------------------------- | -------------------------- | ------ | ------------------------------------------------------------------- | ------- | ---------- |
| Paulo Pólis PT                   | Ana Oliveira PMDB          | 13     | Sim Vamos Adiante (PT / PMDB / PDT / PRB / PSC / PSB / PC DO B)     | 36.542  | 64,83%     |
| José Rodolfo Mantovani PP        | Waldemar Dornfeld PSDB     | 11     | Aliança Mais Erechim - AME (PP / PSDB / PTB / DEM / PHS / PV / PSD) | 19.823  | 35,17%     |

| Partido | Partido | Candidato              | Votos  | Votos (%) |
| ------- | ------- | ---------------------- | ------ | --------- |
|         | PT      | Paulo Pólis            | 36 542 | 64,83%    |
|         | PP      | José Rodolfo Mantovani | 19 823 | 35,17%    |
| Totais  | Totais  | Totais                 | 56 365 |           |

## Debate
O único debate televisivo entre os três candidatos à prefeito foi realizado pela RBS TV, afiliada da Rede Globo, em 4 de outubro de 2012.

## Resultados

### Prefeito
| Candidato(a)                | Vice                     | 1º turno 7 de outubro de 2012 | 1º turno 7 de outubro de 2012 |
| Candidato(a)                | Vice                     | Total                         | Percentagem                   |
| --------------------------- | ------------------------ | ----------------------------- | ----------------------------- |
| Paulo Pólis (PT)            | Ana Oliveira (PMDB)      | 36.542                        | 64,83%                        |
| José Rodolfo Mantovani (PP) | Waldemar Dornfeld (PSDB) | 19.823                        | 35,17%                        |
| Total de votos válidos      | Total de votos válidos   | 56.365                        | 89,59%                        |
| → Votos em branco           | → Votos em branco        | 3.163                         | 5,03%                         |
| → Votos nulos               | → Votos nulos            | 3.386                         | 5,38%                         |
| Total                       | Total                    | 62.914                        | 85,12%                        |
| Abstenções                  | Abstenções               | 10.998                        | 14,88%                        |
| Total de inscritos          | Total de inscritos       | 73.912                        | 100%                          |

### Vereadores eleitos
| Partido | Partido | Candidato           | Votos populares | Votos populares |
| Partido | Partido | Nome                | Votos           | %               |
|         | PT      | Anacleto Zanella    | 3.034           | 5,14%           |
|         | PTB     | Claudemir de Araújo | 1.892           | 3,21%           |
|         | PT      | Lucas Farina        | 1.618           | 2,74%           |
|         | PMDB    | Marmentini          | 1.576           | 2,67%           |
|         | PDT     | Ernani Mello        | 1.519           | 2,57%           |
|         | PMDB    | Zé da Cruz          | 1.513           | 2,56%           |
|         | PMDB    | Nadir Barbosa       | 1.473           | 2,50%           |
|         | PT      | Serginho            | 1.347           | 2,28%           |
|         | PT      | Alderi Oldra        | 1.209           | 2,05%           |
|         | PP      | Eni Scandolara      | 1.187           | 2,01%           |
|         | PDT     | Marcos Lando        | 1.181           | 2,00%           |
|         | PC do B | Leandro Basso       | 1.102           | 1,87%           |
|         | PPS     | Vânia Miola         | 1.081           | 1,83%           |
|         | PT      | Silvio Ambrozio     | 1.015           | 1,72%           |
|         | PT      | Jorge Psidonik      | 983             | 1,67%           |
|         | PSD     | Brito               | 767             | 1,30%           |
|         | PC do B | Fernando Barp       | 740             | 1,25%           |

#### Resumo geral
| Total de votos válidos  | Total de votos válidos  | 59.030 |
| Votos apurados          |                         |        |
| Votos válidos           | 93,83%                  | 59.030 |
| Votos em branco         | 3,91%                   | 2.460  |
| Votos nulos             | 2,26%                   | 1.424  |
| Total de votos apurados | Total de votos apurados | 62.914 |
| Eleitores               |                         |        |
| Comparecimento          | 85,12%                  | 62.914 |
| Abstenções              | 14,88%                  | 10.998 |
| Total de eleitores      | Total de eleitores      | 73.912 |